# Hostinec U Zlatého slunce (Kuks)
Hostinec U Zlatého slunce čp. 26 se nachází nad levým břehem Labe v centrální historické části obce Kuks v okrese Trutnov v Královéhradeckém kraji. Památkově chráněný barokní hostinec byl vybudován v roce 1699 jako součást lázeňského komplexu, který v Kuksu zřídil majitel zdejšího panství hrabě František Antonín Špork. Hostinec s přilehlými novějšími školními přístavbami je součástí památkové rezervace Kuks, která byla vyhlášena Ministerstvem kultury České socialistické republiky s platností od 1. června 1971.

## Historie
Nejstarší historie Kuksu je spojována s rýžovištěm zlata v říčních sedimentech, jak dokládá i původní jméno této lokality Kukus či Kux, kterým byl ve staré němčině označován podíl na výnosu z dolu, případně pozůstatek po tavbě rudy.
 

Ve starých kronikách lze nalézt zmínky o pramenech, které vyvěraly ve stráni nad řekou a z nichž některé měly být léčivé. Hrabě František Antonín Špork se tím inspiroval a v roce 1692 začal budovat své slavné lázně Bad Kukus. Začátky byly skromné – v letech 1692 až 1696 nechal majitel panství svést tři údajně léčivé prameny do kamenné nádrže, která byla umístěná ve skalní klenbě. Dal nad ní postavit kapli Nanebevzetí Panny Marie a vedle kaple dřevěnou budovu s kotli na ohřívání vody, odkud byla horká voda odváděna do prozatímního dřevěného lázeňského domu pod kaplí. V roce 1694 si F. A. Špork nechal od několika profesorů pražské univerzity v čele s osobním lékařem hraběte J. F. Löwem vypracovat dobrozdání potvrzující léčivé vlastnosti vody z místních pramenů. To byly první kroky, které vedly k výstavbě nových lázní.

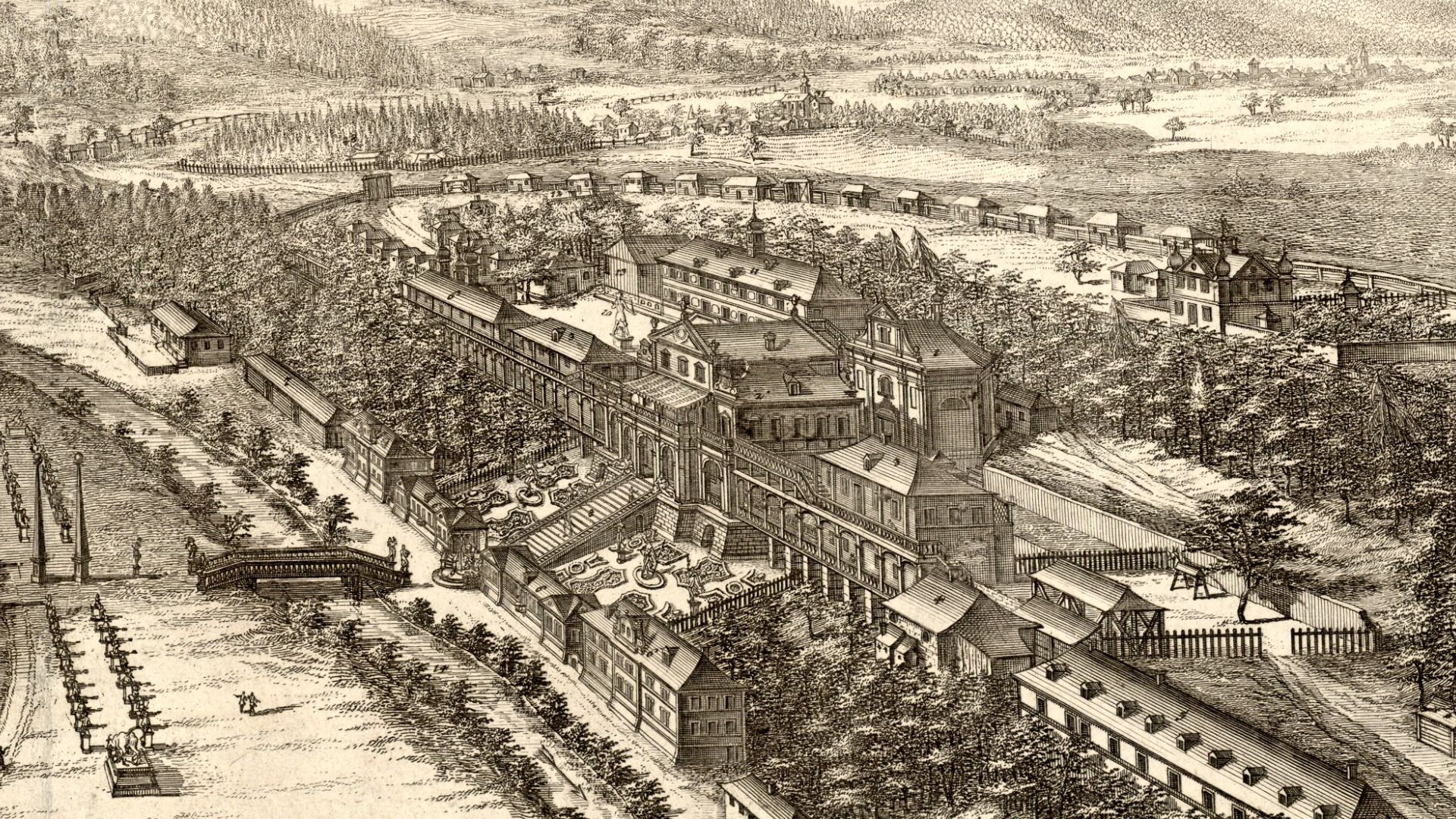
Michael Heinrich Rentz: Pohled na lázně Kuks v roce 1724. Uprostřed je hostinec U Zlatého slunce a vedle něj dřevěná budova divadla

Hostinec U Zlatého slunce byl postaven v roce 1699 na počátku hlavní etapy výstavby velkého lázeňského komplexu v Kuksu. Lázně se záhy zařadily mezi významná evropská lázeňská centra a staly se místem, kde se setkávali politikové, vědci a umělci. Kuks je nedílně spjatý především se jménem význačného barokního sochaře Matyáše Bernarda Brauna (1684–1738) a se sochami z jeho dílny.
Dvě z těchto soch se nacházejí přímo před hostincem U Zlatého slunce. Naproti menšímu Davidovi s prakem stojí na terase monumentální socha Goliáše, s níž je spojený zvláštní příběh, dokumentující nekonvenční až provokativní povahu Braunova mecenáše hraběte Šporka. Tvůrci z Braunovy dílny v letech 1720–1721 na tomto místě původně zpodobnili fiktivní postavu Herkommana (česky Zvykomila) jako „patrona“ nepoctivých právníků. Socha Herkommana držela v levé ruce jablko s latinským nápisem „IURE ERUI“ (tj. „právem jsem dobyl“), který bylo možno číst zleva i zprava, což bylo další upozornění na ohebnost práva. Po rozhořčení a stížnostech právníků a představitelů církve úřady ve Vídni v roce 1729 rozhodly, že socha s hanlivými nápisy musí být odstraněna. Hrabě Špork, tísněný inkvizicí kvůli své vydavatelské činnosti, musel ustoupit a nechal poté Herkommana proměnit v Goliáše, který má v pravé ruce meč a v levé ruce místo jablka štít. Nápisy byly odstraněny, knihy u nohou Herkommana byly upraveny do podoby skalisek s vegetací. Hostinec U Zlatého slunce, z jehož zdí v interiéru musely být po zásahu inkvizice také odstraněny některé nevhodné nápisy, byl po určitou dobu označován jako „hostinec Herkommanův“.
V roce 1710 soubor staveb na levém břehu Labe doplnil zámek, k němuž od mostu vedlo tři metry široké kaskádové schodiště se sochami Tritonů. Traduje se, že při slavnostech, pořádaných F. A. Šporkem kaskádami místo vody proudilo víno. Vedle hostince U Zlatého slunce bylo již v roce 1702 postaveno dřevěné divadlo, první divadelní představení se však v Kuksu odehrálo již o pět let dříve. Jednalo se o loutkové divadelní představení, které pod názvem Policinello loutkář Johann K. Neumann připravil pro děti lázeňských hostů. Název představení napovídá o souvislosti s italskou komedií dell'arte, zároveň se jedná o jednu z nejstarších zpráv o barokním loutkovém divadle v Čechách.
Program divadla, které stávalo vedle hostince U Zlatého slunce v místech, kde později ve 20. století vznikla přístavba obecné školy, využíval repertoár německých kočovných společností, které do Kuksu přijížděly z Prahy, Výmaru, Würtenbergu, Drážďan a Vídně. V programu převažovaly náměty z mytologie i historie. Divadlo bylo provozováno v letní sezóně a bylo volně přístupné pro lázeňské hosty. Později se v divadelních představeních začala objevovat i komická postava Hanse Wursta, která se vyvinula z postavy harlekýna v komedii dell'arte. Významně se do historie divadla v Kuksu zapsala Defrainova divadelní společnost, která zde díky přízni hraběte Šporka vystupovala dlouhodoběji ve 20. letech 18. století, zejména pak člen této společnosti Heinrich Rademin, proslulý svým ztvárněním ústřední postavy hanswurstiád. Tyto divadelní produkce v lázních Kuks jsou považovány za důležitý moment v historii evropského divadla, podle rakouských divadelních teoretiků se Rademinovy texty dokonce staly základem pro vznik vídeňské komedie.
V letech 1704 až 1708 byly na břehu Labe pod terasou s hostincem U Zlatého slunce vystavěny další dva hostince (památkově chráněné budovy čp. 57 a 58), které zároveň sloužily jako lázeňské domy. Do roku 1722 byl dokončen Dům filosofů, jehož součástí byla velká knihovna.
Lázně začaly upadat po smrti hraběte Šporka v roce 1738 a zejména pak po ničivé povodni, k níž došlo v roce 1740. Vyhořelý zámek byl zbourán v roce 1901 a z někdejších lázní se dochovalo pouze několik domů, včetně hostince U Zlatého slunce. V roce 1874 majitel panství hrabě Moritz Sweerts-Sporck přenechal budovu hostince pro zřízení obecné školy. V roce 1911 byla ze západní strany k hostinci přistavěna budova tělocvičny. Další přístavba, zahrnující dvě školní třídy, pochází z 30. let 20. století. V 70. letech 20. století školu navštěvovalo na 160 dětí z Kuksu a okolí. Škola byla zrušena v roce 1997 a poté se opět proměnila v hostinec.

## Popis
Budovy hostince U Zlatého slunce a přístavby bývalé školy jsou stavebně spojené, ačkoli první pochází z konce 17. století a druhá z počátku 20. století. Barokní patrová budova hostince s dvouramenným venkovním schodištěm je obdélná, vystavěná souběžně s terasou ve svahu nad řekou Labe a je krytá sedlovou střechou. Původně byla uprostřed střechy menší věžička, jak dokládá vyobrazení hostince od Michaela Heinricha Rentze z roku 1724. Jižní fasáda budovy, obrácená směrem do údolí a k protilehlému hospitálu, vzdálenému zhruba půl kilometru, má 11 okenních os. Na levé straně stavby se nachází hlavní vchod s předsazeným kamenným schodištěm, opatřeným zábradlím a kamennými pilíři s ozdobami. Pod západní polovinou staré budovy je sklep, přístupný jak zvenčí, tak zevnitř. Ve vstupní chodbě sklepa jsou křížové klenby s hřebínky, sklepní prostory mají klenby valené s výsečemi. Vestibul domu je sklenutý plackovou klenbou, nad vchodem z chodby do sklepa je oválná štuková kartuš. Ostatní místnosti v přízemí a v patře mají stropy ploché.
Před budovou se nacházejí barokní sochy Davida a Goliáše z dílny Matyáše Bernarda Brauna a tři památné lípy. Podle zápisu v místní kronice tyto lípy sem byly dovezeny deseti koňmi jako již vzrostlé stromy v roce 1732, tj. ještě za života Františka Antonína Šporka, a byly zasazeny na terase před hostincem U Zlatého slunce.

## Přístup
Vzhledem k rekonstrukci vnitřních prostor budovy bylo na počátku třetí dekády 21. století v hostinci U Zlatého slunce provozováno pouze venkovní bistro. Kolem hostince vede trasa „Naučné stezky Kuks“ a modře značená turistická stezka, která je v těchto místech totožná s trasou východočeské větve Svatojakubské cesty.

## Galerie

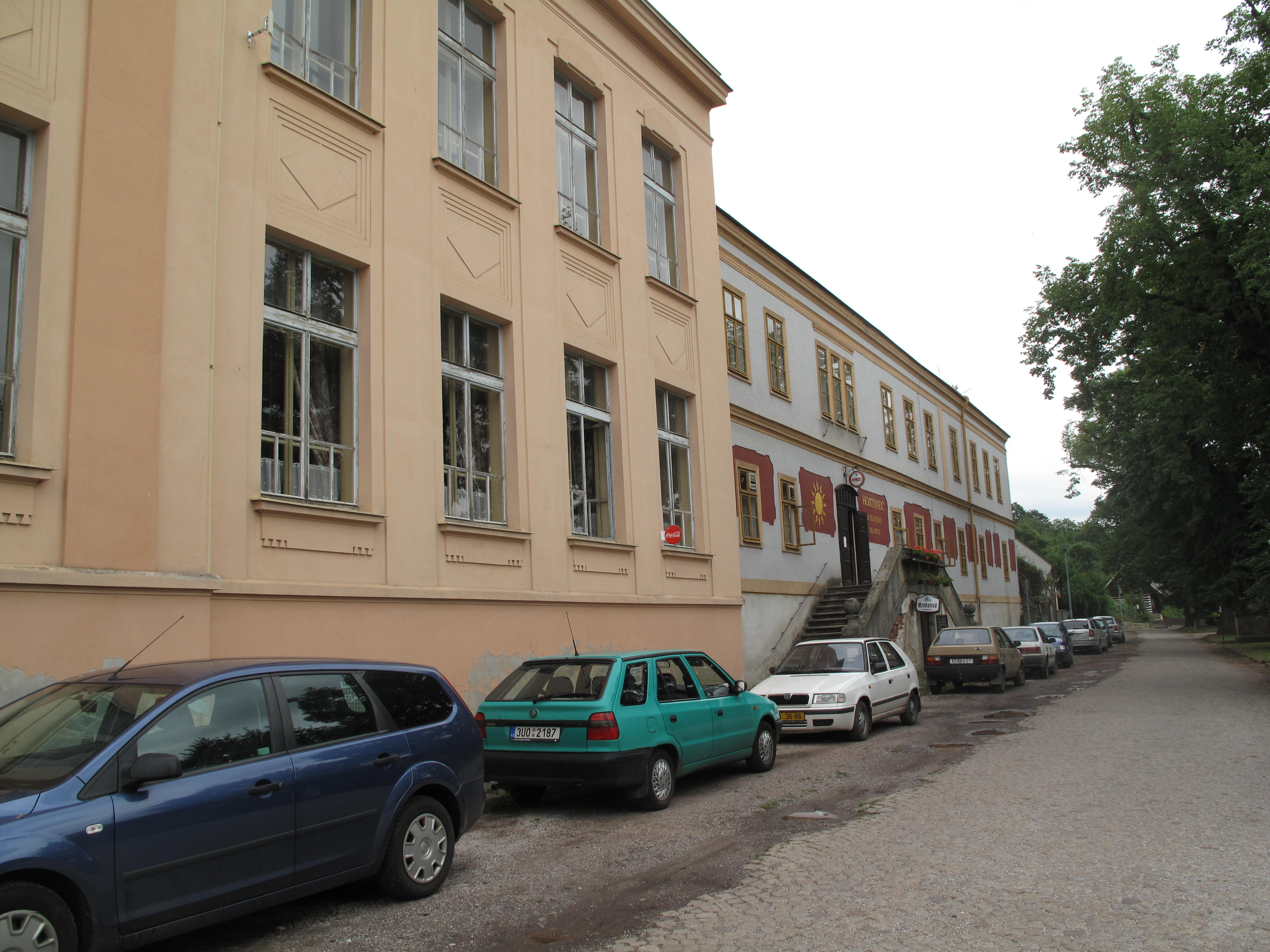
Pohled od západu, v popředí přístavba tělocvičny
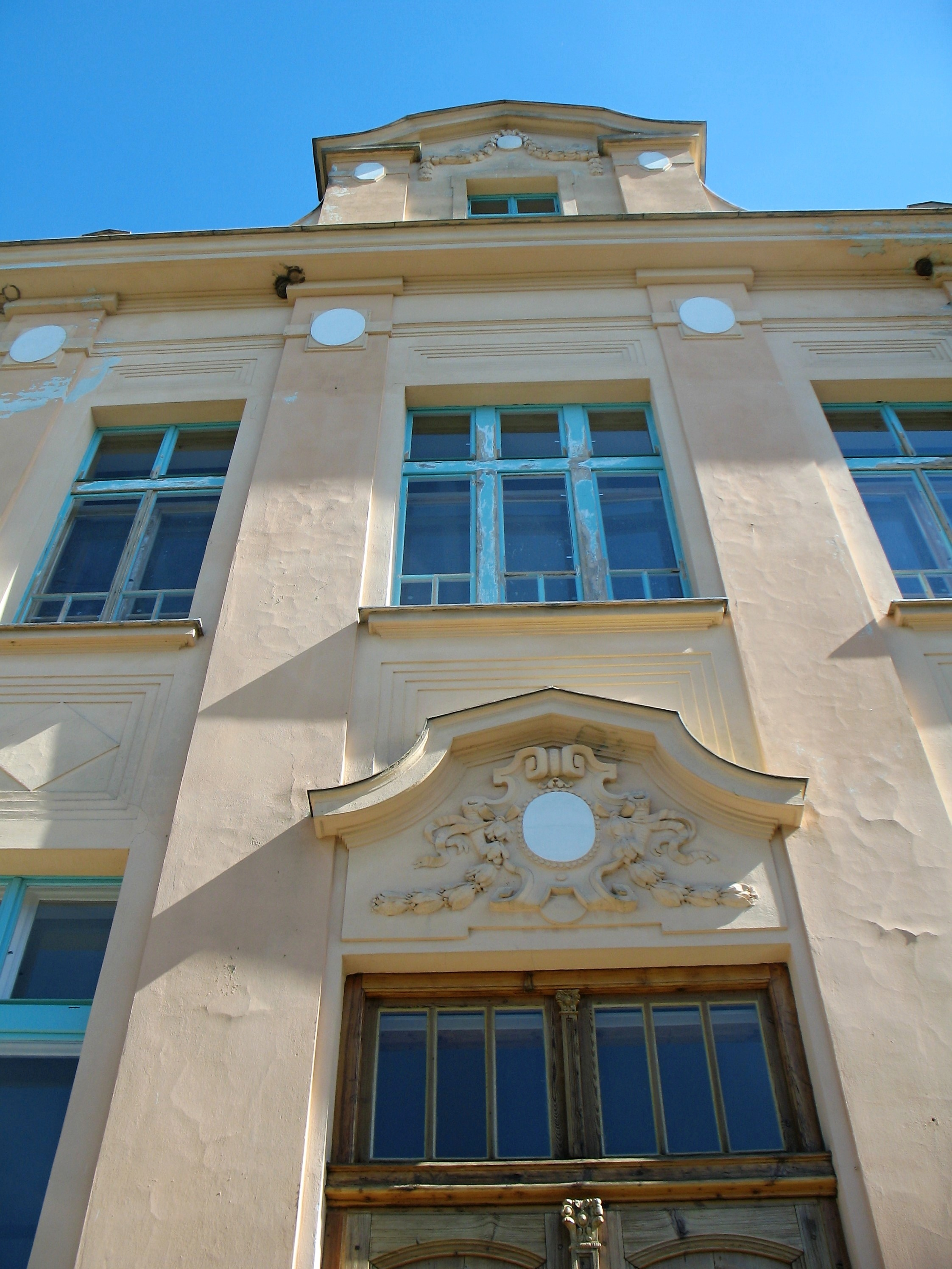
Průčelí školní přístavby
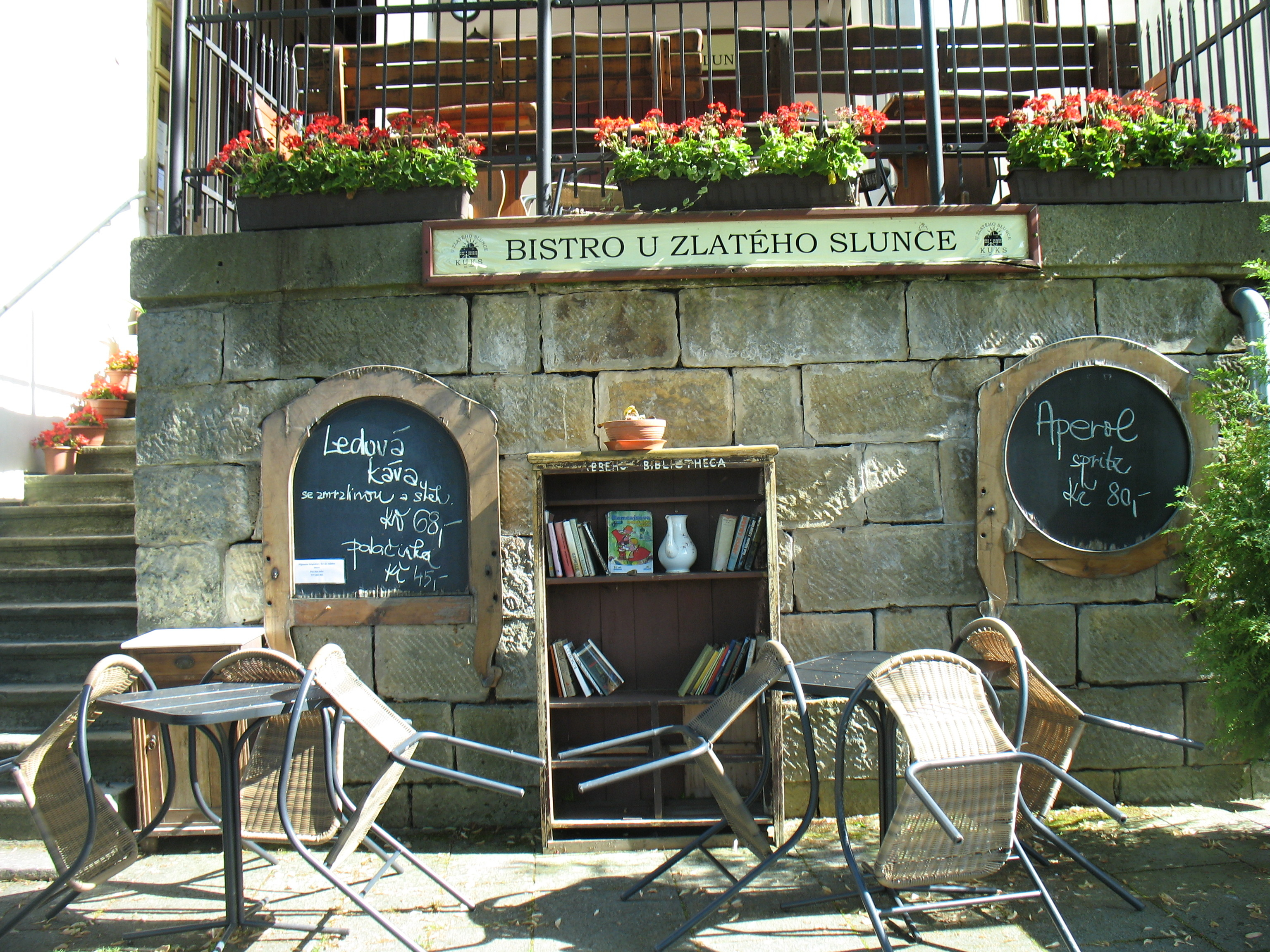
Pro turisty je v provozu venkovní bistro
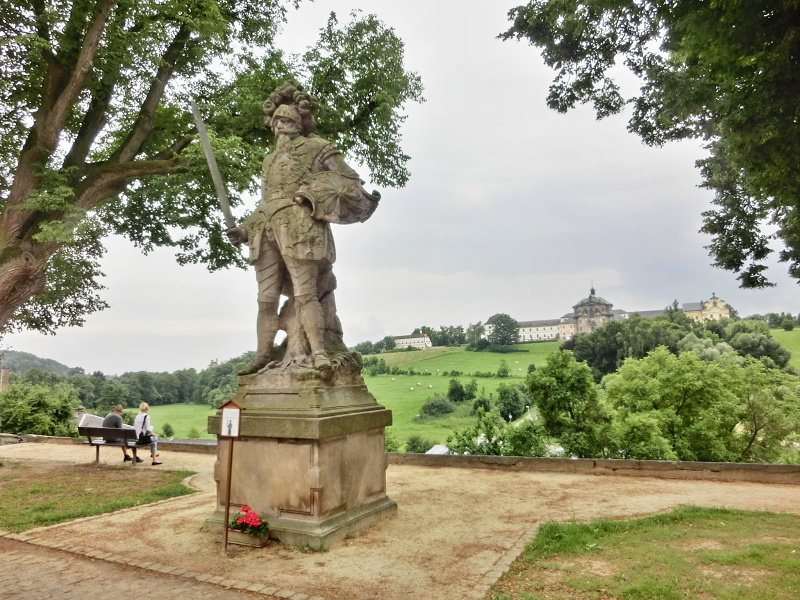
Socha Herkommana a památné lípy na terase, v pozadí hospitál
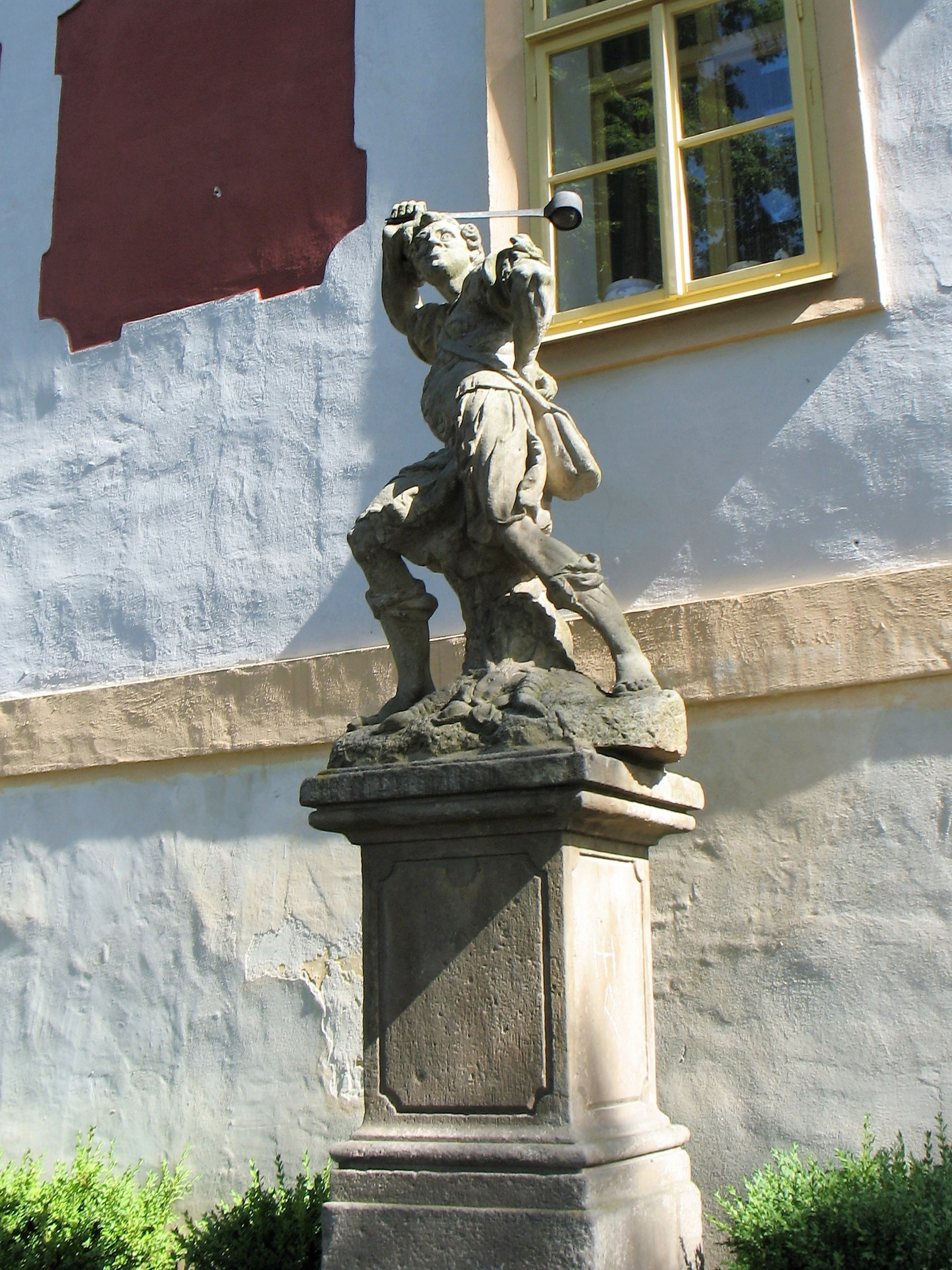
Braunova socha Davida u zdi hostince
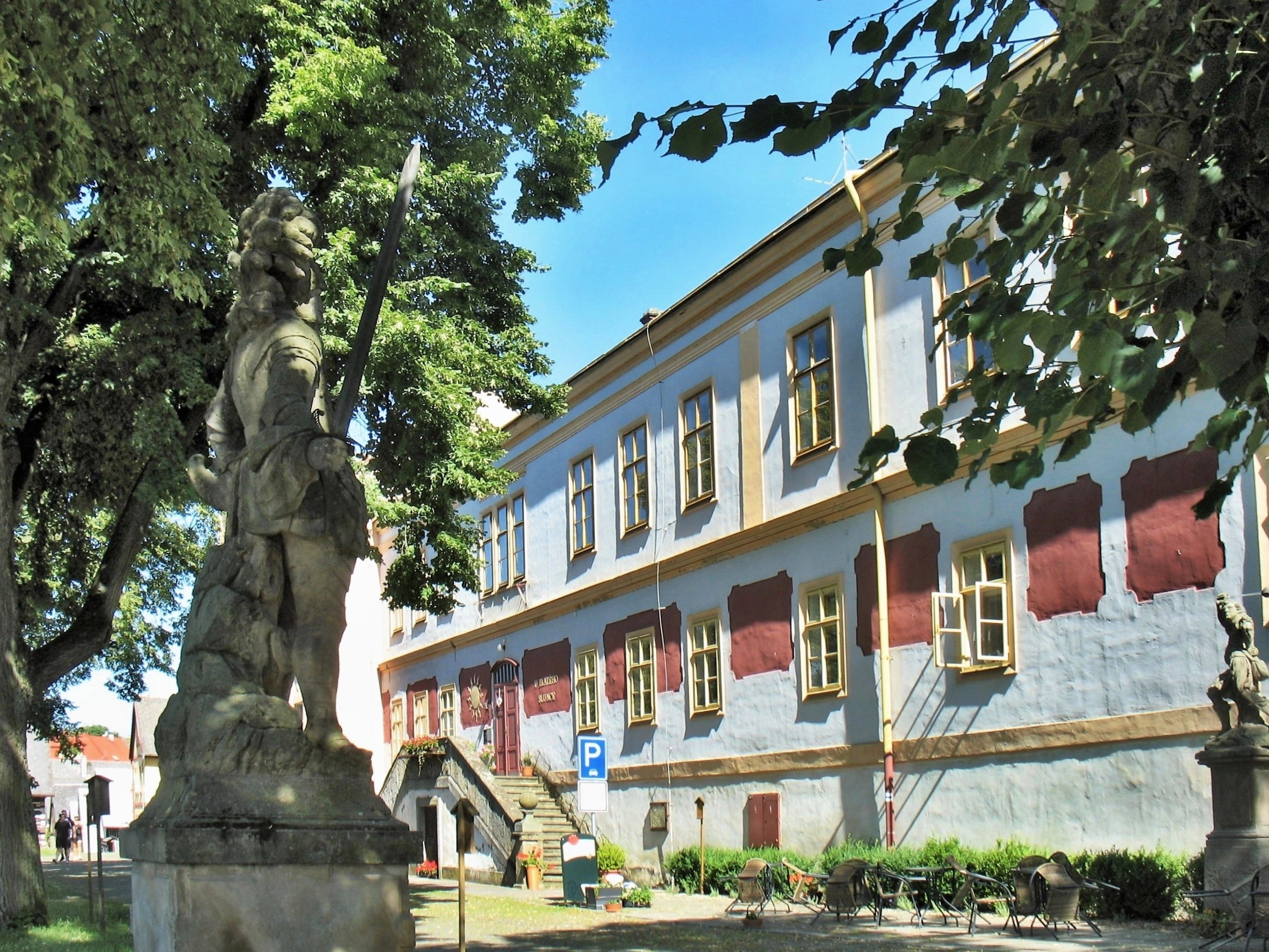
Sochy Herkommana (později Goliáše) a Davida před hostincem